# Opel Meriva
Opel Meriva — субкомпактвэн компании Opel. В Великобритании автомобиль известен как Vauxhall Meriva, а в Бразилии, Мексике и Аргентине как Chevrolet Meriva. Opel Meriva A первого поколения был построен на базе Opel Corsa и выпускался с начала 2003 года. Opel Meriva B второго поколения появился в 2010 году и был создан на агрегатах Opel Zafira.

## Meriva A
В сентябре 2002 года автомобиль Opel Meriva был представлен публике на Парижском автосалоне. В январе 2003 года производство автомобилей началось в Сарагосе, Испания, а в мае он поступил в продажу в Европе. Автомобиль был разработан в Бразильском центре General Motors на базе Opel Corsa третьего поколения.
За счёт максимально уплотнённого моторного отсека и размещённым по углам кузова колёсам салон автомобиля получился очень вместительным. Задние сиденья были разделены в пропорции 40/20/40, каждая спинка регулировалась по углу наклона, каждое сиденье двигалось не только вперёд-назад, но и поперёк салона. При сложенных задних сиденьях объём багажника возрастал до 1410 л, а если также сложить переднее правое сиденье, то можно было перевозить вещи длиной до 2,4 м.
Первоначально автомобиль комплектовался бензиновыми двигателями Ecotec рабочим объёмом 1,6 л и 1,8 л или турбодизелем 1,7 л. Двигатели агрегатировались с механической коробкой передач или полуавтоматической роботизированной Easytronic. Весь передний модуль — двигатель, коробка передач и подвеска были смонтированы на отдельном подрамнике и полностью заимствованы у Opel Corsa. Рулевое управление с электроусилителем — тоже от Opel Corsa. Задняя полунезависимая подвеска со связанными рычагами — такая же, как на Opel Astra. Передние и задние тормоза — дисковые, колёса — 15 дюймов. Все автомобили стандартно оборудовались ABS и ESP.

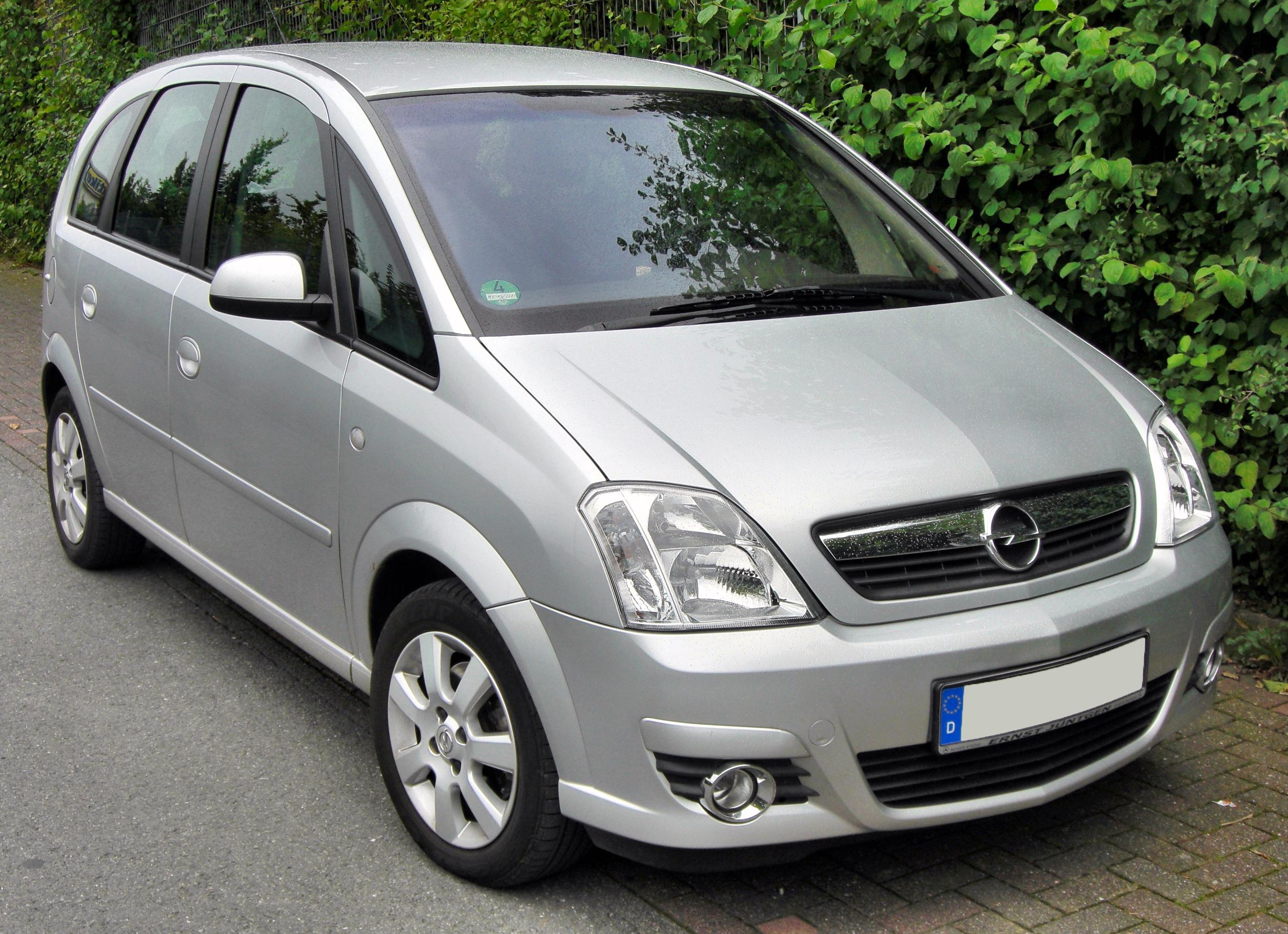
2006 Opel Meriva

В феврале 2006 года, одновременно с началом выпуска Opel Corsa следующего поколения, была произведена модернизация Opel Meriva. Немного изменился его внешний вид, появились новые передний и задний бамперы, затенённые задние фонари и хромированная накладка внизу дверцы багажника. Гамма двигателей пополнилась новыми моторами с изменяемыми фазами и геометрией впускного коллектора серии TWINPORT рабочим объёмом 1,4 и 1,6 л и новым турбодизелем.
В это же время была показана «заряженная» версия автомобиля — Opel Meriva OPC (Vauxhall Meriva VXR) оснащённая бензиновым двигателем с турбонаддувом мощностью 180 л. с., специальной механической шестиступенчатой коробкой передач, заниженным и настроенным шасси́. Автомобиль разгонялся до скорости 100 км/ч за 8,2 с и имел максимальную скорость 222 км/ч. Внешне автомобиль отличался решёткой радиатора в виде пчелиных сот, спойлером на крыше, синими тормозными механизмами, которые были хорошо видны сквозь легкосплавные 17-дюймовые колёса специального дизайна. Внутри были установлены сиденья Recaro, спортивный руль и хромированные ободки вокруг приборов.
Opel Meriva хорошо продавался и уже в июле 2009 года с конвейера сошёл миллионный экземпляр.
| Euro NCAP                                          | Euro NCAP | Euro NCAP | Euro NCAP |
| -------------------------------------------------- | --------- | --------- | --------- |
| Рейтинги                                           | Пассажир  |           | 26        |
| Рейтинги                                           | Ребёнок   |           | 3         |
| Протестированная модель: Opel Meriva 1.6 XE (2003) |           |           |           |

## Meriva B
Opel Meriva второго поколения был впервые показан в марте 2010 года на автосалоне в Женеве, производство автомобилей началось в апреле, а в продажу они поступили в июне. Автомобиль создан на платформе Opel Zafira.
Главной отличительной особенностью автомобиля являются открывающиеся назад (против движения) двери FlexDoors. Это позволяет легче усаживаться сзади взрослым и проще устраивать там детей. Для предотвращения самопроизвольного открывания дверей они автоматически блокируются на скорости выше 4 км/ч. Кроме того, в ручке открывания внутри стоит специальный датчик, который разблокирует замок только тогда, когда к нему поднесена рука. Другой интересной особенностью автомобиля является система организации пространства для хранения между передними сиденьями FlexRail. На алюминиевые рельсы этой системы, расположенные между передними сиденьями, можно устанавливать различные модули (подстаканник, подлокотник, бокс для мелочей), легко их перемещать и заменять. Система трансформации сидений осталась прежней, но за счёт изменённой конструкции складывать и сдвигать сиденья стало намного проще.
Линейка силовых агрегатов — это бензиновые атмосферные и турбонаддувные двигатели ECOTEC рабочим объёмом 1,4 л и турбодизели 1,3 и 1,7 л. Коробки передач — 5- и 6-ступенчатые механические или 6-ступенчатая полуавтоматическая роботизированная. Передний модуль со стойками McPherson и задняя полузависимая подвеска — от Opel Zafira. Но пружины, амортизаторы, стабилизаторы и сайлент-блоки — с иными характеристиками. Тормоза всех колёс — дисковые, все автомобили стандартно оснащаются ABS и ESP.
Новый автомобиль продолжил популярность своего предшественника, всего за 10 месяцев было выпущено 100 тыс. Opel Meriva второго поколения

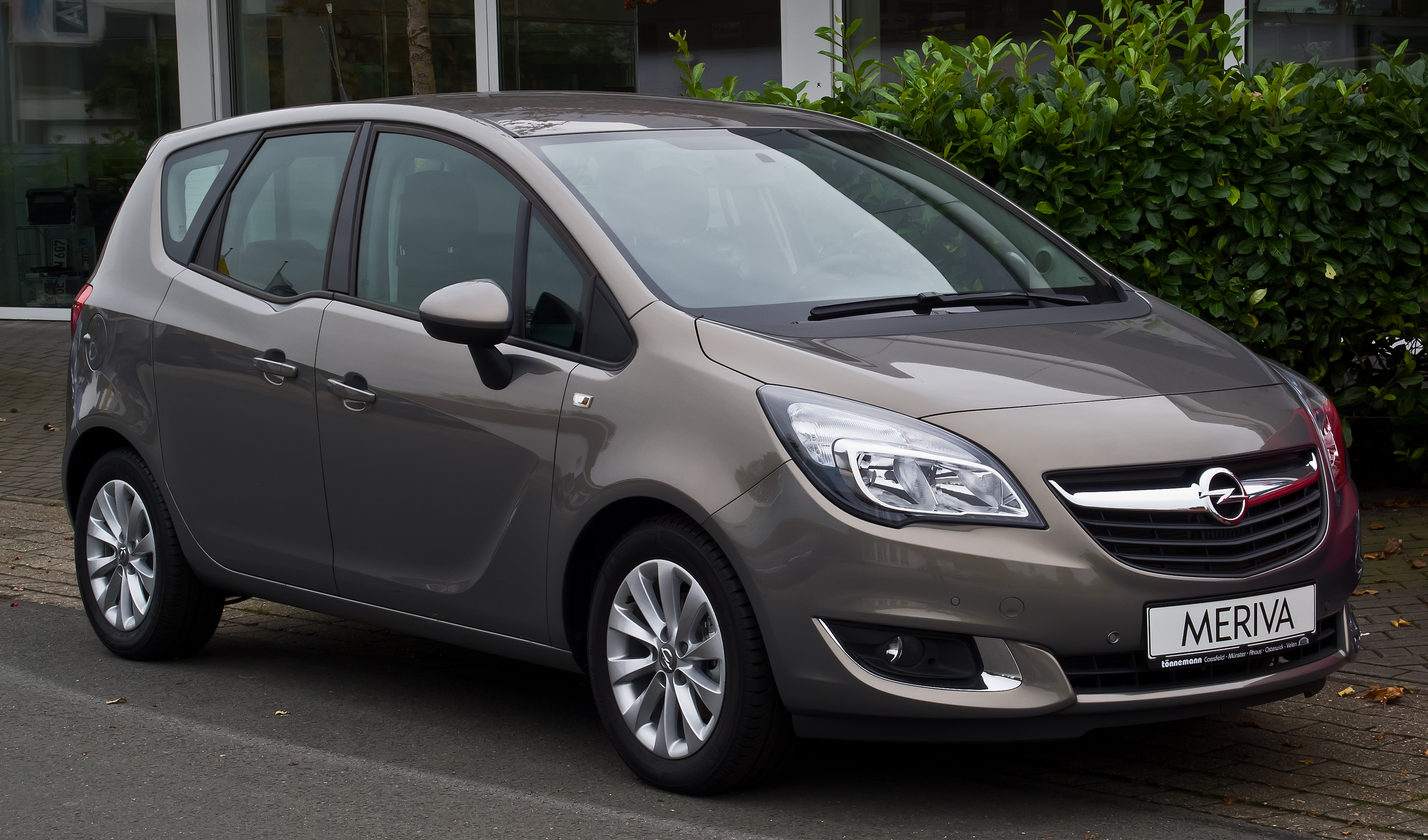
Meriva B после рестайлинга

В 2013 году была представлена обновлённая Meriva, а в конце января 2014 года стартовали её продажи. Автомобиль получил переработанный передний бампер, переработанную решетку радиатора и модифицированные задние фонари. С технической стороны появился новый 1,6-литровый дизельный двигатель мощностью 100 кВт (136 л. с.) с шестиступенчатой автоматической коробкой передач. В марте 2014 года последовало еще два варианта: 1.6 CDTI с 70 кВт (95 л. с.) и 81 кВт (110 л. с.).
| Euro NCAP                                                  | Euro NCAP | Euro NCAP | Euro NCAP             |
| ---------------------------------------------------------- | --------- | --------- | --------------------- |
| · общий рейтинг                                            |           |           |                       |
| 89%                                                        | 77%       | 55%       | 86%                   |
| взрослый пассажир                                          | ребёнок   | пешеход   | активная безопасность |
| Протестированная модель: Opel Meriva 1.4 Enjoy, LHD (2010) |           |           |                       |